# Gran Coquivacoa
Gran Coquivacoa es una agrupación musical de gaita zuliana, fundada en la ciudad de Cabimas, Estado Zulia. En 1969 se incorpora Nelson Martínez, conocido como "El Santo Negro de la Gaita" o "El Barry White de la Gaita", quien dio a conocer al grupo con sus más famosas tamboreras. Años más tarde, sería cantante de la orquesta Super Combo Los Tropicales, de Maracaibo, Estado Zulia. En 1976 se incorpora Abdénago de Jesús Borjas Urdaneta (Neguito Borjas), quien se convirtió en el líder indiscutible de la agrupación y que ahora comparte junto a los integrantes: Javier González, Oscar Borjas, Luis Hernández, entre otros.

## Origen
Fue fundado en el año 1968 por Jesús "Bocachico" Petit, Nelson Rincòn Suárez, Rody Tigrera, Pedro Mavarez,  Pedro Arteaga y Gerald Rondon(aun sigue en el grupo)

## Éxitos
Entre los temas del grupo destacan: Sin Rencor, La Retreta, La Negra Cocoacoa, Punta Icotea, Gaita Onomatopéyica (Sin letra), Las Cabras, Gaita Pueblera, La Alianza, La Pava, Tamborera Nº 3 (Gaita a Tambora), Tamborera Nº 7 (Macario), Tamborera Nº 9 (San Benito), Tamborera Nº 13 (Abran Camino), El Enlosao, La Alianza, La Vejuquera, La Perola, La Gaita que a mi me gusta, Algo Sobrenatural, El Ratón Pérez, Rabo 'e Gallo (con el Binomio de Oro), La Traidora, Desde la Basílica, Yo también Quiero Cantarte, Que lo ponga la Radio, Evoco la Tradición, Bambuquiaito, entre otras.
Se destacan los 4 temas que en forma consecutiva, desde el año 1986 hasta 1989, obtuvieron el premio de la Mejor Gaita del Año otorgado por el Festival de Gaitas Virgilio Carruyo: Las Cabras, Punta Icotea, La Gaita de Molero, La Alianza.
Estas son algunas de sus gaitas más recordadas, en la voz de El Rey de las Tamboreras, Nelson Martínez:
- LOS VASALLOS
- EL GRAN GAITÓN
- TAMBORERA N° 7 (MACARIO)
- SEÑOR PRESIDENTE
- EL BRAVO
- EL CHOLAGOGUE
- ALEYULA MI GAITÓN
- MOSAICO DE TAMBORERAS
- DESDE LA BASILICA
- LA TRAIDORA
- TAMBORERA N°3 (GAITA A TAMBORA)
- LAS TIENDAS DE MI BARRIO
- TAMBORERA N°9 (SAN BENITO)
- REY GAITÓN
- TAMBORERA N°10 (FIEBRE EN LA CATEDRAL)
- SAN BARTOLO
- NUNCA ME DIGAIS QUE NO
- TAMBORERA N°6
- PARRANDA ORIENTAL
- MARACAIBO ANTAÑON

## Reconocimientos
- "Hijos Ilustres" de la ciudad de Cabimas

- La Av Universidad de Cabimas tiene un aviso de tráfico con un verso de la canción Punta Icotea: "Cabimas es un santuario de tantos recuerdos míos" "Abdénago Borjas Urdaneta"

## Integrantes actuales
- Agdénago de Jesus Borjas (Neguito) Voz Líder
- Javier Zalez - Voz
- Oscar Borjas - Voz
- Luis Hernández - Voz
- Fernando Mindiola - Voz
- Alexander Araujo - Teclados (director musical)
- Ronald Guerra - Piano
- Ricardo Chirinos - Baby Bass/Bajo Eléctrico
- Nixon Paredes - Cuatro
- Leonel Oviedo - Charrasca
- Javier Gonzalez - Tambora
- Oscar E. Borjas - Tumbadoras
- Marlon Alaña - Batería/Timbal
- Jesus Ovalles - Trombón
- Gerald Rondon - Pianista, cuatro, tambor, cantante y animador

## Discografía
Desde su fundación Gran Coquivacoa edita un disco todos los años, su última producción es la del año 2011.

### Álbum de estudio
- Conjunto Coquivacoa (1969)
- Gran Gaitón Con El Conjunto Coquivacoa (1970)
- Seguimos Gateando (1971)
- El Gaitón del Diablo (1972)
- Fiesta Santoral (1973)
- Los Reyes de la Tamborera (1974)
- Los Reyes de la Tamborera (1975)
- Los Reyes de la Tamborera (1976)
- Gran Coquivacoa (1977)
- Gran Coquivacoa (1978)
- Libertad (1979)
- Soy Zuliano (1980)
- Gran Coquivacoa (1981)
- Los Reyes de la Tamborera (1982)
- 15 Aniversario (1983)
- La Catira de la Guaira (1984)
- y Punto (1985)
- Completo (1986)
- La Máquina del Sabor (1987)
- La Máquina del Sabor (1988)
- La Alianza (1989)
- La Máquina del Sabor (1990)
- La Máquina del Sabor (1991)
- La Máquina del Sabor (1992)
- La Máquina del Sabor (25 años) (1993)
- Los Súper Reyes de la Tamborera (1994)
- De Antología (1995)
- Alegrando Corazones (1996)
- Alquimia (1997)
- 30 Aniversario (1998)
- Unplugged (Desenchufa'o) (1999)
- Por Siempre Gaitas (Con Neguito Borjas) (1999)
- Energía Universal (2000)
- …de punto alfa (2001)
- En Alta Vibración (2002)
- Guerreros de la Luz (2003)
- Luminós (2004)
- Madre Tierra (2008)
- Gran Coquivacoa (2009)
- Neguito y sus Invitados (2011)
- Clásicos 1 (2012)
- Clásicos 2 (2013)
- Clásicos 3 (2014)

### Recopilación
- Grandes Éxitos (1986)
- La Máquina del Sabor con todo (1990)
- El Binomio de Oro y Gran Coquivacoa (1992)
- 20 Éxitos (1996)
- Grandes Éxitos (HITS) (1999)
- Pa' Bailalo Mix (2004)
- Colección Clásicos 2CD (2013)

### Sencillos
- Sin Rencor (1978)
- La Negra Cocoa Coa (1982)
- Gaita Onomatopéyica (1988)
- La Retreta (2000)
- El cholagogue (1977)
- Rey Gaitón (1978)
- Tamborera No. 7 (Macario) (1975)
- Soy zuliano (1980)
- Libertad (1979)
- Las Cabras (1986)
- La Traidora (1976)
- La Jerga (1998)
- Gaitón No. 5 (1974)
- Alegrando Corazones (1996)
- El Oso Gracioso (1988)
- Tamborera No. 10 (fiebre en la catedral) (1978)
- El bravo (1976)
- Algo sobrenatural (1993)
- Tres Deseos (1981)
- La catira de la Guaira (1984)
- Gaita es Gaita (1991)
- Primitiva y ancestral (1993)
- Por qué te vais (1976)
- La Gaita de Molero (1988)
- Tilin Tilan (1990)
- Son Caliente (1973)
- En el nombre de Bolívar (1995)
- Las Plañideras (1997)
- Déjame tranquilo (con Rafael Orozco) (1991)
- El gaitón del diablo (1972)
- El zaguán (1998)
- Calles viejas (1984)
- Tamborera No. 3 (1972)
- El gran gaitón (1969)
- Falconiando (1989)
- La borrachera (1971)
- Corona de tunas (1996)
- Hay que celebrar (1989)
- Carmencita la coja (1986)
- Paraíso (1984)
- El béisbol (1986)
- El Teleférico (1986)
- La Televisión (1988)
- Gaita Pueblera (1992)
- La Alianza (1989)
- Lo Zuliano (1985)
- La Hallaca (1985)
- La Pava (1987)
- Pea Satoral (1973)
- Dr. Caldera (1996)
- Tamborera Nº 9 (San Benito) (1977)
- El Enlosao (1990)
- Punta Icotea (1987)
- La Vejuquera (1992)
- La Perola (1989)
- La Gaita que a mi me Gusta (1992)
- Aló Presidente (2001)
- La Mordaza (2003)
- El Ratón Pérez (1991)
- Rabo e' Gallo (con el Binomio de Oro) (1991)
- Zuliana De Los Zulianos (1983)
- Se Soltaron los Locos (1999)
- Que lo Ponga la Radio (2008)
- El Reclamo (2011)
- La Cola (con Óscar d' León) (2011)
- Tongorochón (2012)
- El Pozon (2013)
- No Quiero Ser La Mitad (2014)